# Brave Shine
「Brave Shine」（ブレイヴ・シャイン）は、Aimerの8枚目のシングル。2015年6月3日にDefSTAR RECORDSから発売された。

## 概要
2015年4月から放送のテレビアニメ『Fate/stay night [Unlimited Blade Works]』2ndシーズンのオープニングテーマに「Brave Shine」が採用された。3タイプのCDが発売され、初回盤は、星屑クリアトレイ仕様で Aimer live at anywhere in 金沢21世紀美術館応募券、および Kalafina「ring your bell」W購入者特典　募券が封入された。期間生産限定盤は、『Fate/stay night』のキャラクターデザインを行った武内崇によるアニメの主要キャラクターの1人・アーチャーの描き下ろしイラストのパッケージとなっており、オープニング絵コンテブックレットが付属している。
2015年7月29日に、「Brave Shine」の大ヒット、および3枚目のアルバム『DAWN』の発売を記念した、完全生産限定アナログ盤 DFJL-6072 が発売された。
2015年10月にはニュータイプアニメアワード2015主題歌賞を受賞した。

## 収録曲

### CD
1. Brave Shine (3:53)
作詞：aimerrhythm　作曲：小山寿　編曲：玉井健二、大西省吾
2. Ophelia (6:44)
作詞：aimerrhythm　作曲：野間康介　編曲：MAURA (玉井健二、内山肇)
3. 君を待つ -acoustic ver.- (4:07)
作詞：aimerrhythm　作曲：古川貴浩　編曲：玉井健二、大西省吾
4. AM03:00 -Live "Midnight Sun" ver.- (6:14)
作詞：aimerrythm　作曲：give me wallets
5. 7月の翼 -Live "Midnight Sun" ver.- (4:55)
作詞：aimerrythm　作曲：百田留衣
6. Brave Shine (TV size) (1:31) （期間生産限定盤 DFCL-2130 のみ）

### 初回生産限定盤 DVD DFCL-2127
1. Brave Shine (Music Video) (3:55)

### 期間限定生産限定盤 DVD SECL-1935
1. TVアニメ「Fate/stay night [Unlimited Blade Works]」2ndシーズン ノンクレジットオープニングムービー  (1:40)

## 参加ミュージシャン

### Brave Shine
- 大西省吾 - プログラミングと楽器演奏

### Ophelia
- 内山肇 - プログラミングと楽器演奏

### 君を待つ
- 大西省吾 - プログラミングと楽器演奏

### AM03:00, 7月の翼
- 野間康介 - キーボード
- 藤岡幹大 - エレクトリック・ギター
- Yusei Nakajima - ギター
- 柳野裕考 - ベース
- 張替智広 (HALIFANIE) - ドラム

## 制作クレジット
- プロデューサー - 玉井健二 (agehasprings)
- Directed & Organized by 森岡英貴 (agehasprings)
- マスタリング・エンジニア - 茅根裕司
Mastered at Sony Music Studios Tokyo
- アート・ディレクション＆デザイン - 松田剛 (quia)
- フォトグラファー - 加藤アラタ
- スタイリスト - 赤石侑香
- 衣装デザイン - スズキタカユキ
- ヘアメイクアーティスト - 大西あけみ

### Brave Shine
- レコーディング・エンジニア - 森真樹
Recorded at Studio Device
- ミキシング・エンジニア - 熊坂敏
Mixed at prime sound studio form

### Ophelia
- レコーディング・エンジニア - 森真樹
Recorded at Studio Device
- ミキシング・エンジニア - 熊坂敏
Mixed at prime sound studio form

### 君を待つ
- レコーディング＆ミキシング・エンジニア - 森真樹
Recorded and mixed at Studio Device

### AM03:00, 7月の翼
- ミキシング・エンジニア - 森真樹
Mixed at Studio Device
「Aimer 1st Live MidNight Sun」 2014年9月5日 品川ステラボール ライブ音源

### Brave Shine Music Video
- プロデューサー - 秋山直樹
- プロダクション・マネージャー - 國谷陽介
- ディレクター - 新宮良平
- 撮影監督 - 豊納正俊
- ライティングディレクター - 渡辺良平
- VFX - Lili
- スタイリスト - 鶴見紘子
- メイクアップアーティスト - 森下奈央子
- キャスティング - M2P
- 俳優 - Robin／Kelly-Ann

## リリース日一覧
| 地域 | リリース日   | レーベル               | 規格                   | カタログ番号   | 備考                                     |
| ---- | ------------ | ---------------------- | ---------------------- | -------------- | ---------------------------------------- |
| 日本 | 2015年6月3日 | DefSTAR RECORDS        | 12cmCD                 | DFCL-2129      | 通常盤                                   |
| 日本 | 2015年6月3日 | DefSTAR RECORDS        | 12cmCD + DVD           | DFCL-2127-2128 | 初回生産限定盤                           |
| 日本 | 2015年6月3日 | DefSTAR RECORDS        | 12cmCD + DVD           | DFCL-2130-2131 | 期間生産限定盤、絵コンテブックレット付き |
| 日本 | 2015年6月3日 | DefSTAR RECORDS        | デジタル・ダウンロード | 996432803      | iTunes Store                             |
| 日本 | 2015年6月3日 | Sony Music Labels Inc. | デジタル・ダウンロード | A1002218896    | レコチョク                               |
| 日本 | 2015年6月3日 | Sony Music Labels Inc. | デジタル・ダウンロード | 4560429729846  | mora AAC-LC 320kbps                      |
| 日本 | 2015年6月3日 | Sony Music Labels Inc. | デジタル・ダウンロード | B00Y89KAV8     | Amazon.co.jp                             |

## タイアップ
| 曲名            | タイアップ                                                                        |
| --------------- | --------------------------------------------------------------------------------- |
| 「Brave Shine」 | UHFアニメ『Fate/stay night [Unlimited Blade Works]』2ndシーズンオープニングテーマ |
| 「君を待つ」    | テレビ朝日系ドラマ『クロハ〜機捜の女性捜査官〜』主題歌                            |

## 購入特典
- 2015年9月22日 Aimer "Live at anywhere" in 金沢・21世紀美術館"[10]

- 2015年6月7日 リリース記念イベント「TOWER OF LOVERS Vol.7 」 タワーレコード渋谷店
- 2016年6月10日 Aimer 『Brave Shine』プレミアムライブ 大阪 Music Club JANUS
- Aimer「Brave Shine」＆Kalafina 「ring your bell」W購入者　応募特典
「Fate/stay night [UBW]」武内崇描き下ろしイラスト特製フラッグ 2枚セット
「Fate/stay night [UBW]」武内崇描き下ろしイラストB2サイズポスター 2枚セット
- 全国のCDショップ/オンラインショップ購入特典 告知ポスター
- 店舗別購入者特典　オリジナル ポストカード プレゼント